# Charles Victoire Emmanuel Leclerc
Pour les articles homonymes, voir Charles Leclerc et Leclerc.
Pour les autres membres de la famille, voir Famille Leclerc (Pontoise).
Charles Victoire Emmanuel Leclerc, né à Pontoise, le 17 mars 1772 et mort le 2 novembre 1802 à l’île de la Tortue, près de Saint-Domingue, est un général français de la Révolution, époux de Pauline Bonaparte, la sœur de Napoléon Bonaparte. Il est en 1802, capitaine général de l’expédition de Saint-Domingue, forte de 35 000 militaires mais défaite en 1803, lors de l’indépendance d'Haïti.

## Biographie
Fils d’un négociant, Leclerc entre très jeune dans des collèges de l’université de Paris, où il fait d’excellentes études. De retour à la maison paternelle, il entre comme lieutenant dans le 2e bataillon de Seine-et-Oise, et devient général.
Leclerc entre au service en 1791 et a commencé sa carrière militaire en tant qu’enrôlé-volontaire dans l’armée, durant la Révolution française dans le 2e bataillon de Seine-et-Oise, il passe comme sous-lieutenant au 12e de cavalerie, devient aide-de-camp du général Lapoype, est nommé capitaine au siège de Toulon en 1793, où il se lie avec Napoléon Bonaparte. Intrépide dans l’action, il se montre judicieux dans le conseil.
Il se distingue aux armées des Alpes et d’Italie et est promu au grade d'adjudant-général chef de brigade le 19 avril 1794 et devient général de brigade le 6 mai 1797. Leclerc est chargé d’annoncer au Directoire la signature des préliminaires de paix à Leoben.
À son retour Bonaparte lui propose la main de sa sœur Pauline. Il est pressé de la voir mariée car sa grande beauté lui attire de trop nombreux soupirants. Le mariage est célébré en 1797. L'année suivante, en avril, le couple a un fils prénommé Dermide Louis Napoléon. C'est Napoléon, en tant que parrain, qui choisit le prénom Dermide, issu de la poésie d'Ossian alors en vogue.
Il devient chef d’état-major des généraux Berthier et Brune, et à son retour d’Égypte, Bonaparte le nomme général de division le 26 août 1799 et l’envoie à l’armée du Rhin sous les ordres de Moreau. 
Il a participé au coup d'État du 18 Brumaire (novembre 1799) faisant de Napoléon le premier consul. Leclerc est aux côtés de son beau-frère, appuyé par Murat, il donne l’ordre aux grenadiers d’envahir la salle du Conseil des Cinq-Cents.
Il se fait remarquer à la bataille de Hohenlinden, et reçoit le commandement supérieur des 17e, 18e et 19e divisions militaires, passe de là au commandement en chef d’un corps d’armée destiné par le premier Consul à forcer le Portugal à renoncer à l’alliance de l’Angleterre. Cette guerre des Oranges a lieu en 1801, mais les affrontements entre Portugais et Espagnols sont trop brefs pour que les troupes de Leclerc participent aux combats.
Bien avant la paix d'Amiens (1802), il est capitaine général de l’expédition de Saint-Domingue pour restaurer l'esclavage et l'autorité de la France dans cette colonie, transformée en un État pratiquement autonome par le général noir Toussaint Louverture.
Les préparatifs de l’expédition s’accélèrent en octobre 1801. Napoléon estimera, en 1817, que cette expédition était une erreur. Ses instructions secrètes, rédigées par Bonaparte, étaient de désarmer l’armée coloniale et de rétablir l’esclavage.
Le général Leclerc, parti de Brest en décembre 1801 en compagnie de son épouse Pauline et de leur fils Dermide, débarque devant le Cap-Français en février 1802. Après trois mois d’une guerre d’usure, Toussaint Louverture, abandonné par ses officiers, lui fait sa soumission et se retire sur ses terres avec son grade.
Leclerc, conformément à ses ordres, le fait capturer, et expédier en métropole. Il n’a pas encore consolidé son autorité, en désarmant les officiers et soldats de l’ancien gouverneur-général, quand, malgré ses avertissements à ses supérieurs, l’annonce du rétablissement de l’esclavage à la Guadeloupe soulève la population de couleur et fait l’unanimité parmi les officiers et soldats noirs. Faisant face brutalement, il s’épuise à combattre une insurrection puissante et organisée. Atteint de la fièvre jaune qui décime son armée, il y succombe à 30 ans.
Son corps est transporté en France par son épouse, et inhumé dans une de ses terres, au château de Montgobert, près de Villers-Cotterêts. La tombe a été réalisée par l'architecte Pierre Fontaine.
Pauline fit placer le cœur de son mari dans une urne. Elle y déposa aussi le cœur de son ﬁls Dermide (1798-1806). À sa mort en 1825, l’urne que gardait Pauline fut remise à sa sœur Caroline Murat, puis à Aimée Davout, épouse du maréchal Davout et la sœur du général Leclerc. Les descendants d'Aimée Davout la transférèrent à leur tour aux Invalides. L'urne se trouve désormais dans la chapelle Saint-Jérôme de l’église du Dôme des Invalides.

## Hommage, honneurs et mentions

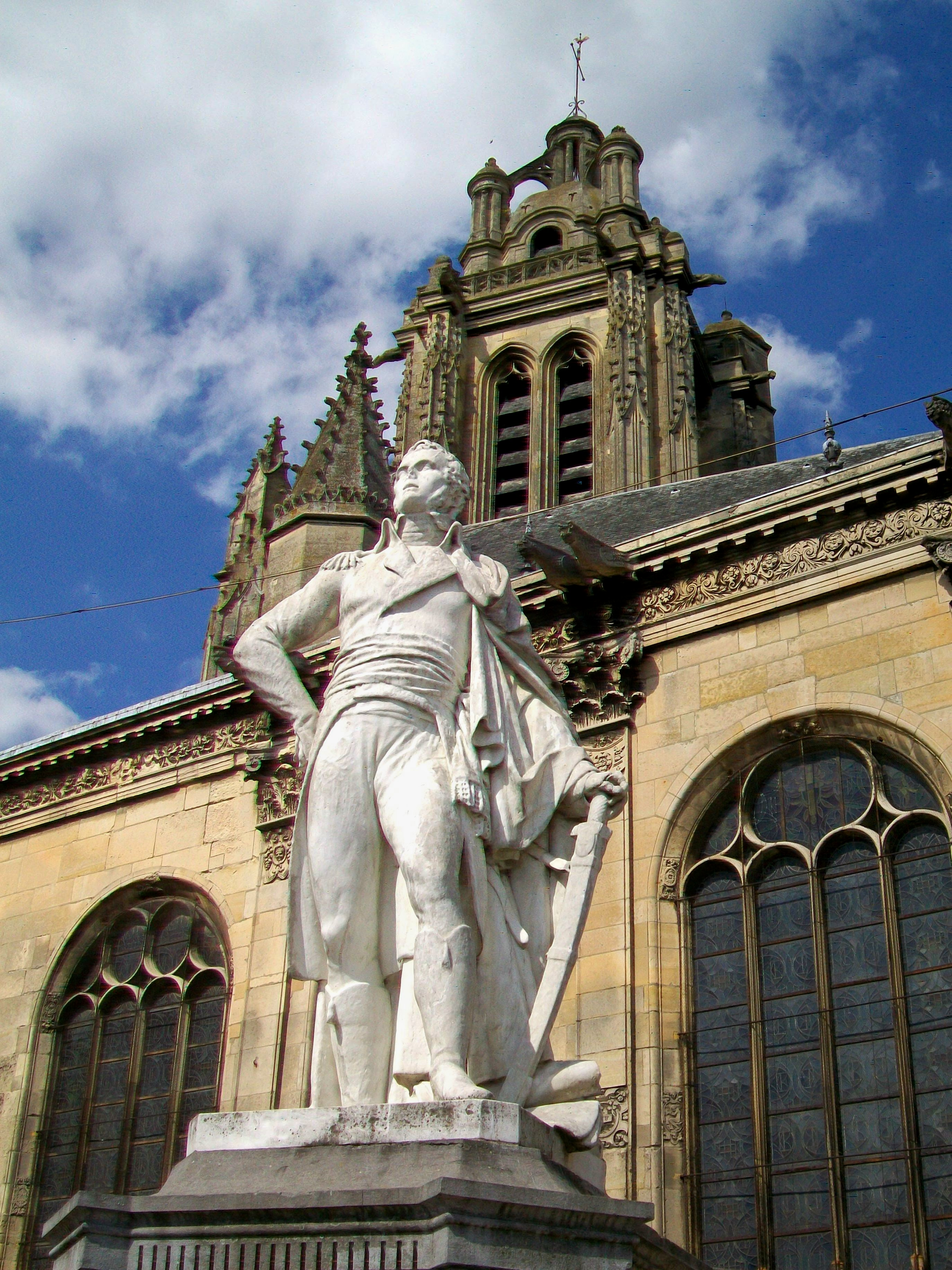
La statue du général Leclerc à Pontoise, œuvre de Lemot de 1869.

- Le nom de « Leclerc » est gravé au côté Ouest (34e colonne) de l’arc de triomphe de l'Étoile, à Paris.
- Une statue à Pontoise le représentant en uniforme, son épée au fourreau touchant terre, offerte par la maréchale Davout, sœur du général, princesse d’Eckmühl et duchesse d’Auerstaedt, se trouve au sommet d’un escalier construit en 1869 par François-Frédéric Lemot. Haute de trois mètres environ, la statue est placée sur un socle cubique en pierre où sont gravées en lettres majuscules dorées quelques informations. Elle jouxte le côté sud de la cathédrale Saint-Maclou ;
- Un copie de cette œuvre (plâtre doré), est conservée au musée national des châteaux de Malmaison et de Bois-Préau[7] ;
- La statue de Charles-Emmanuel Leclerc, général en chef (1772-1802), nu en marbre (hauteur : 2,110 m. longueur : 1,460 m. profondeur : 0,860 m.), réalisée par Louis-Charles-Henri-Mercier Dupaty (1771-1825), est conservée au musée national des châteaux de Versailles et de Trianon[8] ;

## Postérité
En septembre 2021, l’association « Pontoise à gauche » dénonce la mission de l’officier supérieur en Guadeloupe et engage un recours en justice afin « d’enjoindre la mairie de Pontoise d’installer un nouveau mobilier urbain devant la gare et au pied de la statue, rétablissant la vérité historique sur le personnage ». Le 13 février 2023, la statue est vandalisée, une partie de la statue étant cassée.